# Ambrose E. B. Stephens

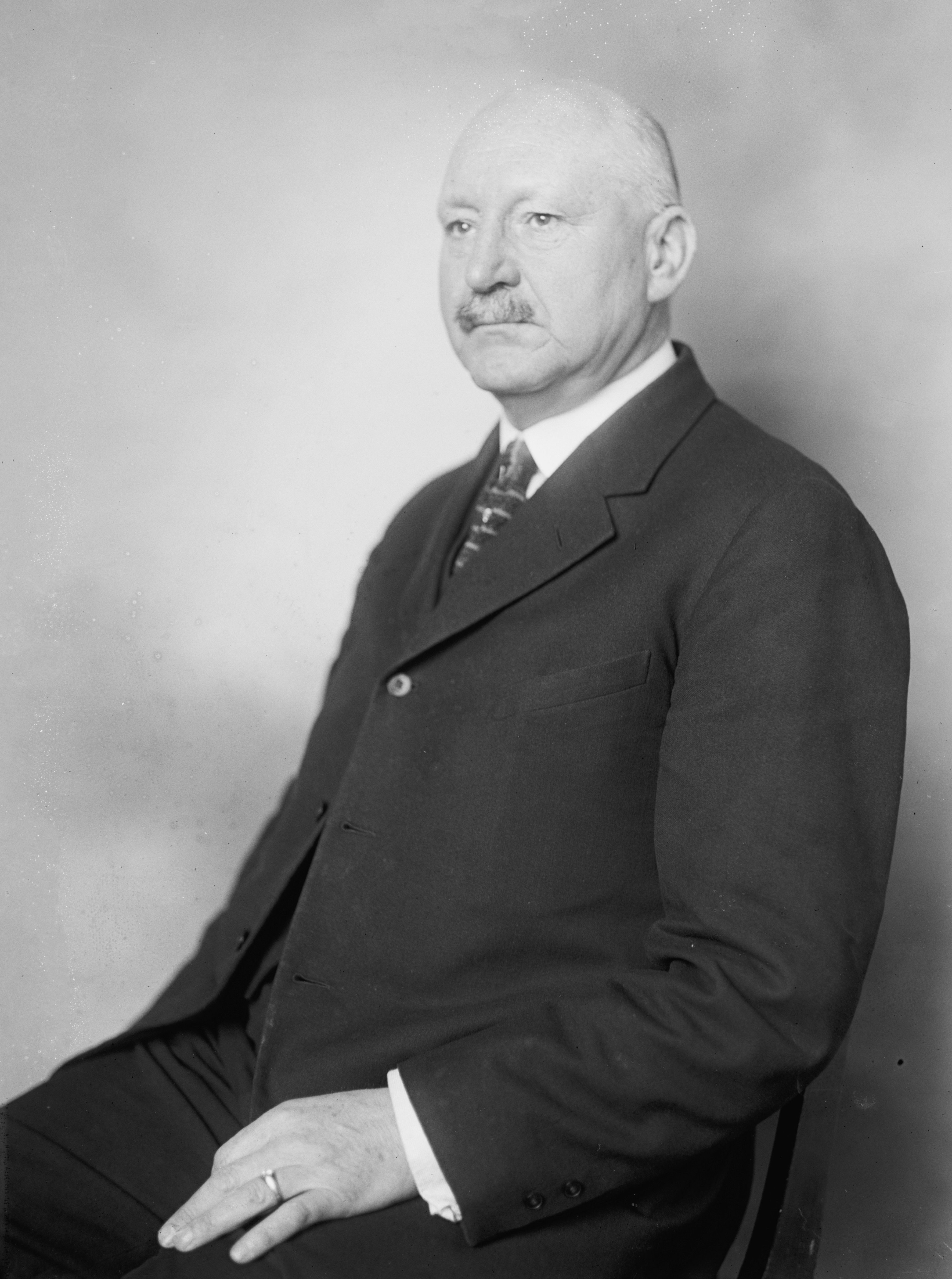
Ambrose E. B. Stephens

Ambrose Everett Burnside Stephens (* 3. Juni 1862 in Crosby Township, Ohio; † 12. Februar 1927 in North Bend, Ohio) war ein US-amerikanischer Politiker der Republikanischen Partei. Vom 4. März 1919 bis zu seinem Tod war er Mitglied des Repräsentantenhauses der Vereinigten Staaten für den 2. Kongressdistrikt des Bundesstaates Ohio.

## Leben
Stephens wurde in Crosby Township geboren. Dort besuchte er die öffentlichen Schulen. Nach dem Jura-Studium wurde er 1902 als Rechtsanwalt zugelassen. Zwischen 1911 und 1917 war er beim Hamilton County beschäftigt.
1918 wurde Stephens als Vertreter des 2. Distrikts von Ohio ins US-Repräsentantenhaus gewählt. Er blieb bis zu seinem Tod 1927 in North Bend Mitglied des House. Beigesetzt wurde er auf dem Maple Grove Cemetry in Cleves.